# Jorge Isaacs
Vous lisez un « bon article » labellisé en 2011.
Pour les articles homonymes, voir Isaacs.
Œuvres principales
- Poesías (1864)
- María (1867)

Jorge Enrique Isaacs Ferrer, né le 1er avril 1837 à Cali et mort le 17 avril 1895 à Ibagué, est un écrivain et poète colombien. Surtout connu pour son roman María, il a également été soldat, politicien et explorateur scientifique. Il est considéré comme un des auteurs les plus significatifs du XIXe siècle en Amérique latine.
Alors qu'il est soldat dans un conflit opposant les conservateurs aux libéraux, Jorge Isaacs fait la connaissance du poète Gregorio Gutiérrez González et commence alors à écrire des poésies. Par la suite, il fait découvrir ses manuscrits au groupe littéraire « El Mosaico » qui édite 30 de ses compositions poétiques. En 1864, il commence à écrire son roman María qui est publié trois ans après et devient une des œuvres les plus notables du romantisme de la littérature espagnole.
En plus de son activité littéraire, Jorge Isaacs s'engage en politique. Il est d'abord représentant à la Chambre pendant quelques années avant d'occuper le poste de consul au Chili entre 1871 et 1872. Alors qu'il est membre de l'aile radicale du parti libéral, il élabore les stratégies à développer au sein de l'enseignement. En effet, pour les libéraux, l'analphabétisme et l'ignorance empêchent la formation du citoyen, la réalisation d'une démocratie, le progrès et la paix. Cependant, ses activités politiques et au sein de l'Éducation sont sources de désillusions et d'échecs.
En 1881, après avoir intégré une mission scientifique qui doit étudier les territoires inconnus du littoral atlantique puis continué à explorer seul plusieurs régions de la Colombie, il entame une recherche documentaire pour écrire une trilogie sur l'histoire du Grand Cauca à travers trois romans Fania, Camilo (ou Alma negra) et Soledad. Ce projet reste cependant inachevé, l'écrivain mourant le 17 avril 1895 des suites d'une rechute de la malaria qu'il avait contractée quelques années plus tôt.

## Biographie

### Jeunesse

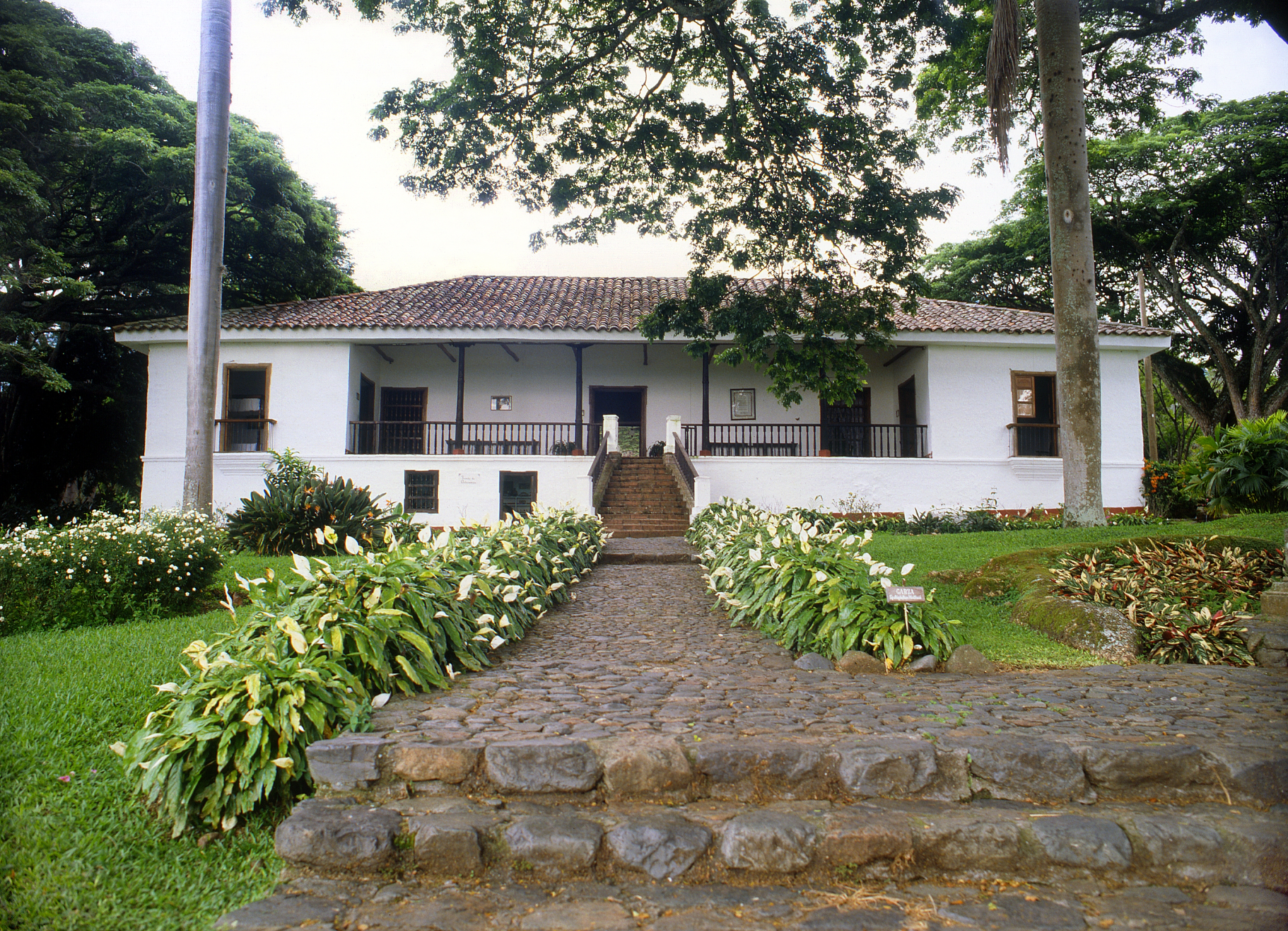
L'hacienda El Paraíso en 2010.

Jorge Isaacs, né le 1er avril 1837 à Cali en Colombie au sein d'une famille de huit enfants, a pour parents George Henry Isaacs Adolfus et Manuela Ferrer Scarpetta. Le prénom d'Isaacs est sujet à caution : certains auteurs tels que Fabio Martínez prétendant que son véritable prénom est Jorge Ricardo tandis que María Teresa Cristina Z. affirme qu'il s'agit bel et bien de Jorge Enrique. En 1926, une polémique qui va durer dix-sept ans éclate quant au lieu de naissance de l'écrivain colombien. Alors que l'essayiste Baldomero Sanín Cano a écrit en 1920 dans le prologue du livre Poesías Completas de Jorge Isaacs que ce dernier est né à Quibdó, chef-lieu du département de Chocó en Colombie, le poète Mario Carvajal déclare en 1926 que le véritable lieu de naissance est Cali et exige de Sanín Cano qu'il modifie ce qu'il avait écrit. Carvajal va même jusqu'à faire placer le 12 octobre 1926 une plaque commémorative sur la maison où le poète est supposé être né. L'acte de baptême d'Isaacs n'a été trouvé ni à Cali ni à Quibdó où un incendie a détruit en 1839 les archives paroissiales. En réponse à Carvajal, le poète Reinaldo Valencia publie en décembre 1926 le pamphlet Jorge Isaacs no nació en Cali sino en Quibdó (Jorge Isaacs n'est pas né à Cali mais à Quibdó). Finalement, en 1943, un groupe d'intellectuels de Cali composé de Luis Carlos Velasco Madriñán, Leonardo Tafur Garcés, Alfonso Zawadzky, José Ignacio Vernaza et Mario Carvajal publie le livre Jorge Isaacs, hijo de Cali (Jorge Isaacs, fils de Cali) dans lequel sont recueillies plusieurs conférences émises sur Radio Pacífico démontrant qu'Isaacs est bien né à Cali.
Le père de Jorge Isaacs, qui est un citoyen anglais juif, arrive en Colombie en 1822 en provenance de la Jamaïque. En 1827, il s'établit en tant que commerçant à Quibdó et se convertit au christianisme afin de pouvoir se fiancer. George Henry Isaacs Adolfus, qui est le fils de Henri Isaacs et de Sara Adolphus, se marie le 5 avril 1828 dans la municipalité de Quibdó avec Manuela Ferrer Scarpetta, fille du militaire catalan Carlos Ferrer Xiques et de María Manuela Scarpetta Roo. En 1829, il obtient la carte de naturalisation colombienne et s'intéresse à la vie politique de la région vers 1833. En 1840, il acquiert deux haciendas sucrières à proximité de Palmira : La Manuelita, nommée ainsi en l'honneur de son épouse, et La Santa Rita. En 1854, il achète l'hacienda El Paraíso dans les environs de Buga où Jorge Isaacs passe son adolescence.
Enfant, Jorge Isaacs apprend ses premiers mots avec Doña Matilde Pombo O'Donnell, la mère de Julio (1817-1862) et de Sergio (1822-1888) Arboleda. Il entre ensuite dans une école primaire de Cali puis fréquente l'établissement scolaire du maître Manuel María Luna à Popayán. En 1848, à l'âge de onze ans, il est envoyé à Bogota afin d'étudier au colegio del Espíritu Santo (collège du Saint-Esprit) dirigé par le pédagogue Lorenzo María Lleras. En novembre 1852, il retourne à Cali, probablement sans avoir terminé ses études de baccalauréat. Jorge Isaacs souhaite suivre des études de médecine mais, alors que ses parents pensent l'envoyer à Londres, des difficultés financières ne permettent pas à ce projet d'aboutir.

### Campagnes militaires

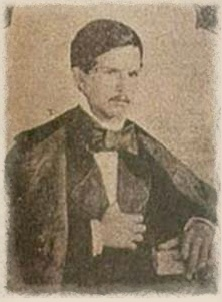
Jorge Isaacs en 1856.

Le 17 avril 1854, le général José María Melo organise un coup d'État contre le président José María Obando, entraînant une dictature militaire à Bogotá. Cette année-là, alors âgé de 17 ans, Jorge Isaacs s'enrôle dans l'armée du colonel Manuel Tejada qui lutte contre la dictature de Melo. Durant cette guerre civile, il livre sa première bataille contre des partisans du dictateur qui se trouvent cantonnés dans la municipalité de Palmira. Cette guerre civile contribue à la ruine des haciendas de ses parents. À l'issue de cette campagne dans laquelle il combat durant sept mois, il essaye de monter un commerce à Cali, mais sans succès. Jorge Isaacs se marie en 1856 avec Felisa González Umaña qui n'a que 14 ans. De leur union, naîtront sept enfants : Clementina, Julia, María, Lisímaco, Jorge, Daniel et David.
Le 8 mai 1860, le général Tomás Cipriano de Mosquera s'insurge contre le gouvernement de Mariano Ospina Rodríguez, décrétant la séparation de l'État souverain de Cauca de la Confédération grenadine. Commence alors la guerre civile colombienne de 1860-1862 qui voit s'affronter militairement les partis conservateur et libéral. Les premiers souhaitent un État centralisé fort et un grand pouvoir pour l'Église tandis que les seconds souhaitent un État fédéral laissant un grand pouvoir aux États fédérés et une mise à l'écart de l'Église dans les affaires de l'État. Jorge Isaacs retourne alors au champ de bataille afin de combattre sous les ordres du général Braulio Henao contre la révolution commandée par Cipriano de Mosquera, participant notamment à la bataille de Manizales qui se déroule le 28 août 1860 lors de cette guerre civile. C'est à cette période qu'il se déclare être conservateur. Bien des années plus tard, en 1893, Jorge Isaacs expliquera son intervention aux côtés des conservateurs, déclarant :

« J'ai instinctivement compris que Mosquera travaillait au service de son ambition redoutable et démesurée. Aujourd'hui, dans un cas similaire, j'accomplirais, bien que ça me coûtât la vie, ce que j'ai alors fait. »

Durant ce conflit opposant les conservateurs aux libéraux, il est envoyé à Antioquia où il fait la connaissance du poète Gregorio Gutiérrez González et commence à écrire des poésies. Ainsi, plusieurs de ses poèmes tels que Río Moro, ont été écrits durant ses campagnes militaires. Alors que la guerre civile se termine en 1861 avec la victoire de Cipriano de Mosquera, Jorge Isaacs retourne dans le département du Valle del Cauca, son père étant mort d'une cirrhose le 16 mars 1861.

### Débuts littéraires

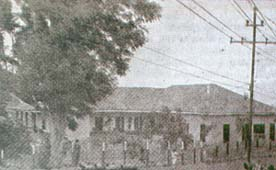
Maison dans le quartier El Peñón où Jorge Isaacs finit l'écriture de María.

Isaacs retourne à Cali pour se charger des affaires familiales, conformément aux dernières volontés de son père. Afin de sauver les haciendas et les affaires familiales de la ruine, il contracte des prêts mais ne parvient pas à s'en acquitter à temps. Il part à Bogotá en 1863, laissant son frère Alcides à la tête du patrimoine familial qui a fortement diminué. Lors du séjour de Jorge Isaacs à Bogotá, les plaintes de plus de trente créanciers ne cessent de tomber. Il est alors cité à comparaître le 20 avril 1864 devant le Juzgado Segundo del Circuito. Il décide d'utiliser les services d'Aníbal Galindo et de José María Vergara y Vergara, avocats reconnus dans le pays et membres du cercle littéraire « El Mosaico » (« La Mosaïque »),. En 1864, pour solder les dettes, les haciendas La Santa Rita et La Manuelita sont finalement vendues mais les sommes recueillies ne sont pas suffisantes pour rembourser intégralement les créanciers.
Isaacs est convié un soir de mai 1864 à lire ses manuscrits chez José María Samper durant une cession extraordinaire de la société littéraire « El Mosaico », devant quatorze autres écrivains. Il est applaudi par les participants pour ses poèmes. La même année, trente de ses compositions poétiques – dont Río Moro, La muerte del sargento, La vuelta del recluta et La reina del campamento – sont éditées en tant que « nouveauté littéraire ». Cette rencontre est très importante pour Isaacs et pour la suite de son activité littéraire, sa vision artistique s'enrichissant avec le regard descriptif et attentif de la réalité des autres membres d'« El Mosaico »,.
Alors qu'il devient inspecteur en novembre 1864 pour superviser la construction de la route reliant Cali à Buenaventura, Jorge Isaacs contracte la malaria, vivant dans les forêts insalubres du littoral. La même année, lors de sa convalescence, il commence à écrire les premiers chapitres du roman María dans un campement appelé La Víbora (La Vipère) et situé sur les rives du río Dagua. Il finit l'écriture de son roman un an après dans la maison paternelle située dans le quartier El Peñón à Cali et achetée le 29 mai 1843. Le texte de cette première édition est d'abord corrigé à Cali par son frère Alcides qui est professeur de grammaire, avant d'être envoyé à Bogotá pour être relu par José María Vergara y Vergara, Ricardo Carrasquilla, Ricardo Silva et José Manuel Marroquín. María est publié pour la première fois en mai 1867 à l'imprimerie de José Benito Gaitán et est tiré à 800 exemplaires, se vendant au prix de 1,60 $,. Bien que ce soit un échec sur le plan économique, Jorge Isaacs ne recevant que 200 pesos pour les 200 exemplaires vendus, le livre est un succès littéraire, José Joaquín Ortiz déclarant dans le journal La Caridad, lecturas del hogar que les vers de ce volume « furent accueillis avec un rare enthousiasme ». En 1869, la deuxième édition, corrigée par Miguel Antonio Caro, est réalisée à l'imprimerie de Medardo Rivas. Dans cette nouvelle mouture, Isaacs décide notamment d'augmenter de deux ans l'âge de María. Le succès de María est rapide. En effet, la première édition de cette œuvre apparaît en 1870 au Mexique, en 1874 en France, en 1882 en Espagne et en 1890 aux États-Unis.

### Débuts en politique

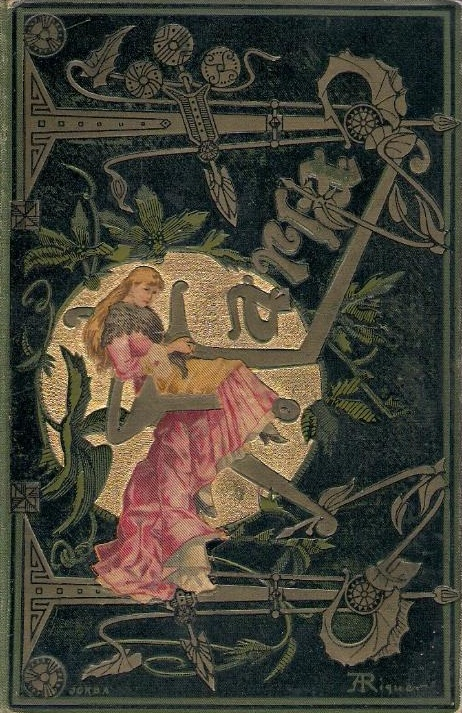
Couverture illustrée par Alejandro de Riquer du roman María paru aux Éditions E. Domenech (Barcelone, 1882).

Selon Américo Carnicelli, dans le livre Historia de la masonería paru en 1975, Jorge Isaacs intègre la franc-maçonnerie le 14 mai 1864 où il devient membre de 3e degré au temple maçonnique Estrella del Tequendama número 11 de Bogotá. Il parvient à y atteindre le 33e degré et devient l'un des membres fondateurs du temple maçonnique Aurora del Cauca à Cali dont seront notamment membres des personnalités telles que son cousin César Contó, Tomás Cipriano de Mosquera et Pedro Alcántara Herrán.
En 1866, Isaacs est élu représentant à la Chambre par le parti conservateur de l'État du Cauca,. Dans le même temps, alors qu'il jouit d'une reconnaissance dans le domaine littéraire, Jorge Isaacs travaille à Bogotá aux côtés de Sergio Arboleda en devenant, du 1er juillet 1867 au 4 décembre 1867, rédacteur de l'hebdomadaire conservateur La República qui publie des éditoriaux et des articles politiques, sociaux et économiques. Durant cette période, Isaacs soutient la candidature présidentielle à la nation du conservateur Pedro Justo Berrío, alors président de l'État souverain d'Antioquia qui était une des divisions administratives et territoriales des États-Unis de Colombie. L'élection présidentielle de 1868 aboutit finalement à la victoire du libéral Santos Gutiérrez.
Il est réélu représentant à la Chambre en 1868 et 1869 par le Parti conservateur. Le 10 janvier 1869, l'aînée de ses enfants, Clementina, décède à l'âge de 11 ans. Le 1er février 1870, Jorge Isaacs est nommé secrétaire général de la Chambre de Représentants, étant également reconduit la même année pour un nouveau mandat, mais cette fois en tant que membre de l'aile radicale du libéralisme avec qui il a lié des affinités à la suite du coup d'État mené contre Mosquera en 1867. De militant actif dans les rangs du parti conservateur, Isaacs est ainsi devenu peu à peu libéral modéré puis libéral radical. Bien que ce changement ne puisse être expliqué avec certitude, un certain crédit peut être apporté au jugement des historiennes Yolanda Domínguez et Martha Lucía Cabrera selon lequel « Jorge Isaacs, outre les considérations purement religieuses, s'est senti attiré par le parti libéral au moment où il a dû faire face à la faillite économique quand il a cessé d'être un grand propriétaire terrien et qu'il n'avait plus d'esclaves et d'hacienda, et qu'en arrivant à Bogotá, il a rejoint la bureaucratie officielle, dédiant une partie de son temps au commerce (dans un entrepôt de textiles), devenant négociant et prenant part à la petite bourgeoisie libérale ». Par ailleurs, Jorge Isaacs défend la séparation de l'Église et de l'État ainsi que l'organisation de la nation autour d'un État fédéral. Il est également l'un des principaux précurseurs de l'éducation laïque et gratuite.
Entre 1871 et 1872, il occupe le poste de consul au Chili afin de changer l'opinion qu'ont les Chiliens sur la Colombie et d'augmenter les relations commerciales entre les deux pays. Pendant cette période passée au Chili, Jorge Isaacs travaille au sein de plusieurs journaux : El Mercurio, Sud-América, La Revista de Santiago et La Revista Chilena. Par ailleurs, il y écrit ses « Notes de voyage » qu'il envoie au Journal de Cundinamarca dans lesquelles il commente les progrès que connaît l'économie du Cauca lors de ces dernières années de paix. Il rédige également un travail intitulé La Confederación Argentina (La Confédération Argentine) qui définit cette organisation politique comme un modèle de progrès. En 1873, de retour à Cali, il se consacre aux travaux agricoles dans son hacienda Guayabonegro mais c'est un échec. Pour faire face aux litiges que lui occasionne cette deuxième ruine économique, il écrit le pamphlet A mis amigos y a los comerciantes del Cauca le 20 juin 1875. Dès lors, Isaacs se consacre uniquement aux activités politiques, rejoignant l'aile radicale du libéralisme dirigée par Manuel Murillo Toro. Par la suite, il participe à la vie politique du Cauca au sein d'un groupe minoritaire dirigé par son cousin César Contó qui est élu président de l'État souverain de Cauca en 1875 grâce à une coalition entre les radicaux et les partisans de Mosquera afin d'enrayer la montée du Parti conservateur. Contó nomme alors l'écrivain au poste de surintendant de l'instruction publique du Cauca. Jorge Isaacs devient ensuite secrétaire du ministère de l'Éducation jusqu'en 1877,.

### Activités au sein de l'Éducation

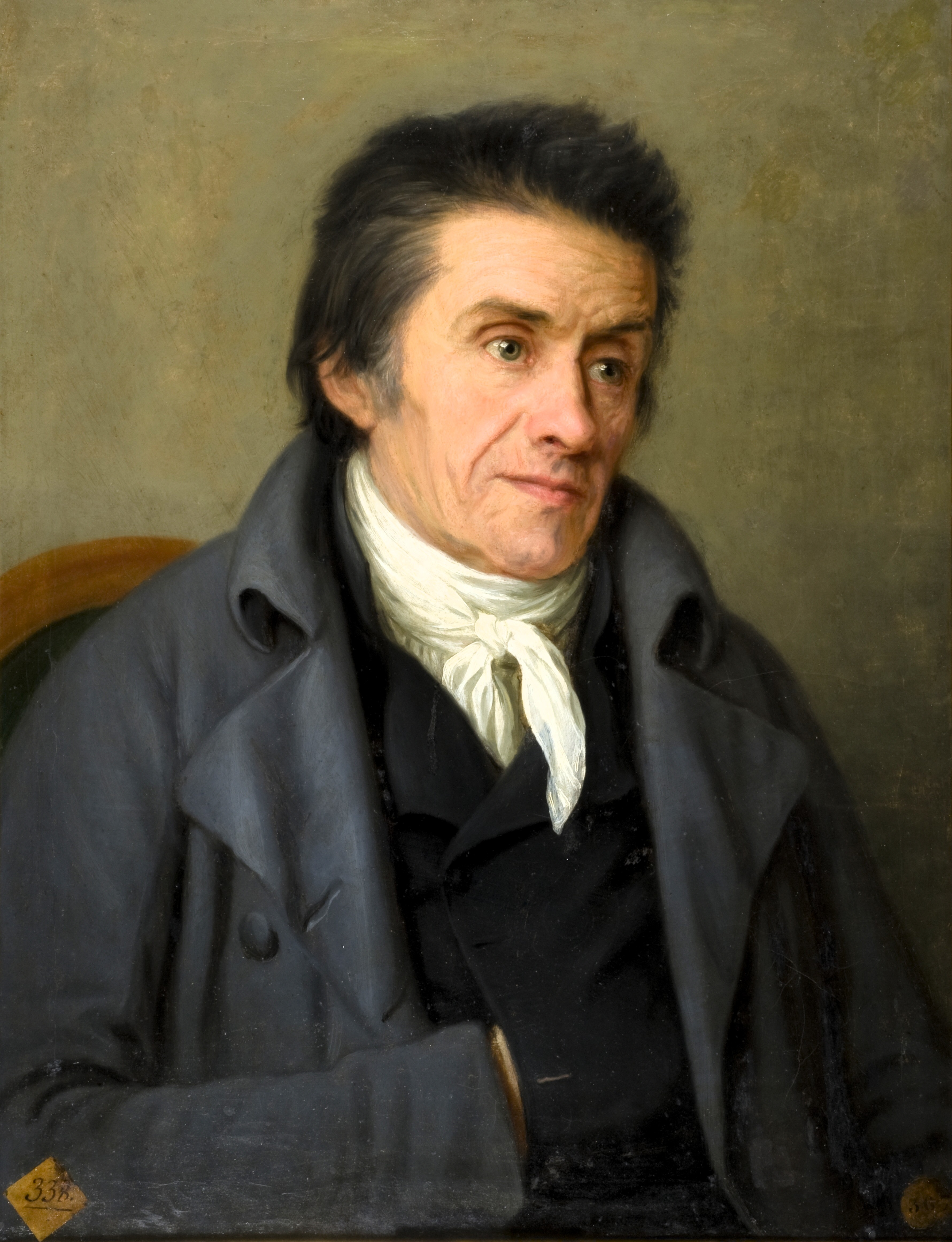
Johann Heinrich Pestalozzi inspira Jorge Isaacs dans ses projets pour l'Éducation.

Alors que Jorge Isaacs a rejoint l'aile radicale du parti libéral, cette dernière décide de s'engager en profondeur dans des réformes sur l'Éducation, estimant celles-ci nécessaires au développement du pays. En effet, selon les libéraux radicaux, l'analphabétisme et l'ignorance empêchent la formation du citoyen, la réalisation d'une démocratie, le progrès et la paix. Le 1er novembre 1870, le Decreto Federal Orgánico de la Enseñanza Primaria (décret fédéral organique de l'enseignement primaire) impose l'instruction obligatoire dans tout le pays. Bien qu'Isaacs ne soit pas un théoricien de l'éducation, il estime qu'il n'y a pas de développement sans éducation et que l'école permet de former les citoyens,. Diverses publications officielles telles que El Escolar de Popayán dirigé pendant un temps par Jorge Isaacs et La Escuela de Neiva font référence aux activités de l'écrivain dans le domaine de l'éducation. Dans le journal politique El Programa Liberal de Popayán, l'écrivain expose les stratégies à développer au sein de l'enseignement primaire et montre leur application pour le département du Cauca.
Isaacs commence à s'intéresser à l'éducation lors de son séjour au Chili en tant que consul, découvrant les systèmes éducatifs argentin et chilien. Dans son article intitulé La Confederación Argentina, il explique notamment que le gouvernement argentin a rendu l'école gratuite, l'enseignement primaire étant une « véritable question d'être ou ne pas être ». Par ailleurs, il destine une grande partie de ses revenus aux bibliothèques, aux universités et collèges ou encore aux écoles normales afin de développer l'éducation. L'éducation des enfants, des adultes et la formation des enseignants ont été certaines des préoccupations les plus constantes chez l'auteur de María. Toutefois, pour former correctement les citoyens, il est nécessaire d'instruire les femmes et d'ouvrir davantage d'écoles pour les enfants ainsi que pour les futurs enseignants. Un de ses projets les plus chers sera ainsi de mettre en place des écoles du soir pour que les artisans, les cultivateurs ou les enfants pauvres qui travaillent de jour puissent avoir accès à l'enseignement.
Il insiste également pour que le principe éducatif du pédagogue suisse Johann Heinrich Pestalozzi soit adopté. Ce projet échoue, de nombreux maîtres ne pouvant assister aux cours de préparation à cette nouvelle méthodologie qui consiste à guider l'enfant dans son apprentissage en allant de l'aspect concret aux concepts abstraits, du cas particulier aux idées générales, et ce en faisant des exercices simples qui introduisent des exercices plus compliqués se basant sur le vécu. En octobre 1874, il fonde à Cali une école pour hommes dirigée par l'Allemand Gustavo Radlach qui travaille dans des conditions précaires et sans collaborateur. À partir de novembre 1874, Jorge Isaacs occupe les postes de délégué spécial et d'inspecteur dans les municipalités de Palmira et de Cali.
Le 1er décembre 1874, Contó nomme son cousin au poste de surintendant général de l'instruction publique du Cauca. Lors de la révolte des conservateurs de 1876, Jorge Isaacs suspend ses activités au sein de l'éducation et retourne à Bogotá pour tenir informé le président colombien de l'époque, Aquileo Parra, des évènements qui se déroulent lors de la bataille des Chancos (batalla de Los Chancos), bataille qu'il commence en août 1876 au grade de capitaine du bataillon des sapeurs et termine en tant que chef d'état-major de la troisième division de l'armée du sud en novembre 1876. Lorsque cette guerre civile se termine, Isaacs réoccupe le poste de surintendant général de l'instruction publique du Cauca pendant quelques mois jusqu'à sa nomination en août 1877 en tant que secrétaire du gouvernement du Cauca par le président de l'État souverain du Cauca Modesto Garcés. Entre janvier 1883 et mai 1884, il occupe le poste de directeur de l'Instruction publique de l'État de Tolima.

### Désillusions politiques
Alors que Jorge Isaacs considère l'éducation comme essentielle au développement du pays, il continue ses activités politiques au sein de l'aile radicale du libéralisme. En 1877, alors qu'il occupe le poste de secrétaire du gouvernement de l'État du Cauca depuis août de cette même année, il utilise son influence pour plaider en faveur des droits des indigènes et lutter contre les abus dont ils sont victimes. Cependant, face aux pressions qu’exerce Mosquera sur Isaacs en déclarant qu'il « ne possédait pas le bon jugement ni la circonspection vitale d'un homme de sa position », l'auteur de María renonce à son poste. Le 6 mai 1879, durant une séance à la Chambre des représentants de Colombie pendant laquelle lui et des membres libéraux du Congrès s'opposent à l'instauration de lois favorisant le clergé, il insulte le secrétaire de la Guerre, Andrés Cerón. Après cette séance, Isaacs et d'autres libéraux sont poursuivis dans la rue et lapidés par des groupes de fanatiques. Cet évènement sera appelé « Lapidation du Congrès ». L'hôtel dans lequel l'écrivain et politicien colombien loge est également attaqué par des habitants de Bogotá. Il considère, à ce moment-là, qu'il faut lancer une révolution qui permettrait aux radicaux de reprendre le pouvoir. En juin 1879, il assume pendant une courte période la direction du journal radicaliste La Nueva Era (La Nouvelle Ère) dans lequel paraissent des éditoriaux vindicatifs contre les conservateurs et les gens soutenant Rafael Núñez.
Fin 1879, Tomás Rengifo quitte le poste de président de l'État d'Antioquia au milieu d'une situation confuse. Le 25 janvier 1880, Pedro Restrepo Uribe, alors vice-président de cet État, se déclare président. Isaacs dirige une révolution qui renverse Restrepo Uribe trois jours plus tard. Il expliquera sa participation à ce mouvement dans le livre intitulé La revolución radical en Antioquia paru à Bogotá en 1880. Bien qu'il prenne le pouvoir le 30 janvier 1880 et se déclare chef civil et militaire d'Antioquia, il ne dispose pas de l'appui des principaux chefs de la région, et Pedro Restrepo Uribe, grâce aux troupes nationales, peut récupérer son poste. À la suite de cela, Isaacs est expulsé du Congrès, avec pour conséquence la fin de son activité politique. Il part alors s'installer avec sa famille à Ibagué dans une maison que lui prête l'écrivain et homme politique Juan de Dios Restrepo plus connu sous le pseudonyme d'Emiro Kastos. En mars 1881, Isaacs publie à Bogotá le premier chant du poème Saulo et le dédie au général Julio Argentino Roca, alors président de l'Argentine, qui en fera imprimer une édition de luxe à Buenos Aires,.

### Études scientifiques

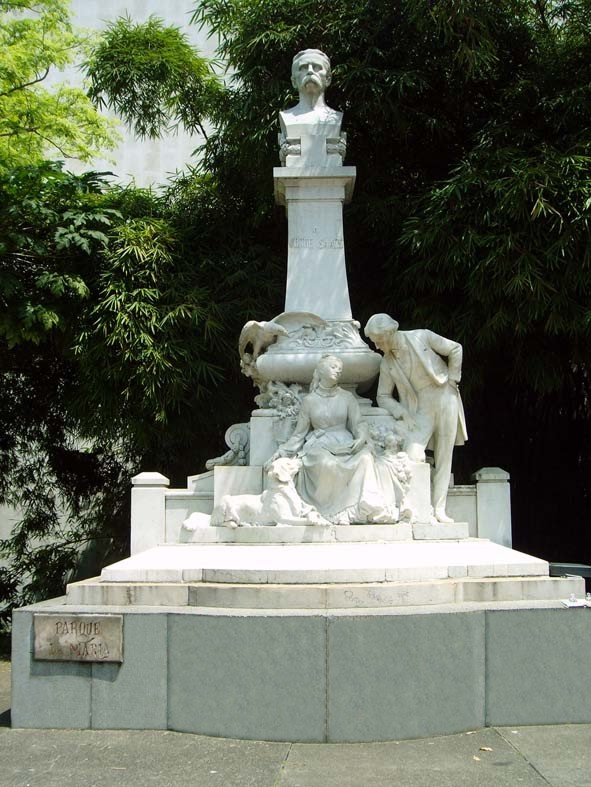
Monument dédié à Jorge Isaacs et aux personnages principaux de María, à Cali.

En septembre 1881, le gouvernement de Rafaël Núñez désigne Jorge Isaacs comme secrétaire de la mission scientifique qui doit étudier les territoires inexplorés du littoral atlantique afin de reprendre le projet de la Commission chorographique dirigée par Agostino Codazzi et laissé tel quel depuis son décès le 7 février 1859. Isaacs signe un contrat d'un an avec le gouvernement pour un salaire annuel de 3 000 pesos, prorogeable selon son désir. La commission chorographique, mise en place en 1850 sous la direction du géographe italien, est l'institution qui a entamé en Colombie un travail d'explorations, de descriptions et d'inventaires, marquant ainsi un antécédent de grande importance sur le plan de la trajectoire géographique et de la recherche scientifique nationale.
L'objectif du comité scientifique fixé par le gouvernement de Núñez est d'étudier les trois règnes naturels de la République de Colombie, avec un intérêt tout particulier pour la connaissance et l'exploitation des mines, considérées comme très importantes pour le développement matériel du pays. Par ailleurs, cette commission doit spécifier et décrire les plantes, résines, huiles et fruits utiles à la médecine et à l'industrie. Jorge Isaacs, qui devient secrétaire de la mission scientifique, rejoint l'équipe composée de Carlos José Manó le directeur de cette mission, Francisco Javier Tapia le botaniste et dessinateur, Lázaro María l'auxiliaire technique et Rubén J. Mosquera le copiste et auxiliaire du secrétaire. L'écrivain colombien est chargé de réviser et rédiger les travaux. Il doit également écrire ses propres observations sur divers sujets tels que la description de la nature physique lors du parcours de la mission, les coutumes des habitants, le degré de progrès moral et intellectuel atteint notamment à travers l'enseignement public et la gestion des écoles, le développement probable de la population à travers le régime hygiénique des grands centres qu'il explore, ou encore faire une étude statistique simple des eaux médicinales. Par la suite, toutes les observations sont publiées dans les Annales d'Instruction Publique (Anales de Instrucción Pública).
Jorge Isaacs explore ainsi les terres de La Guajira ainsi que celles de la Sierra Nevada de Santa Marta, territoire des indiens Motilon. En 1884, il publie son étude ethnologique, Las tribus indígenas del Estado de Magdalena, antes provincia de Santa Marta (Les tribus indigènes de l'État de Magdalena, ancienne province de Santa Marta), dans lequel il écrit ses observations sur les peuples indigènes rencontrés tant sur le plan géographique, historique et linguistique que de leurs traditions et de leurs religions,. Bien que son contrat avec la commission chorographique ne soit pas reconduit, Isaacs continue ses explorations dans la région méridionale du Cundinamarca où il trouve dans des cavernes de nombreux crânes humains très anciens. En novembre 1886, il commence un voyage sur la côte atlantique, accompagné de son fils Jorge et de son serviteur Belisario qui meurt durant cette expédition. Il découvre notamment des gisements de houille à Riohacha et à Dibulla, du pétrole dans le golfe d'Urabá et deux gisements de phosphate de chaux à La Guajira et sur l'Isla Fuerte.

### Fin de vie

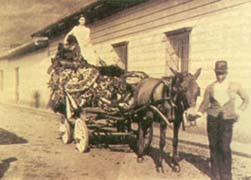
Carrosse funèbre avec les restes de Jorge Isaacs à son arrivée à Medellín en 1905.

Jorge Isaacs revient à Ibagué vivre avec sa famille entre 1888 et 1895. Il souhaite acquérir des financements avec l'aide d'investisseurs étrangers afin d'exploiter des mines d'or mais c'est un échec. Il décide alors de revendre ses droits en 1894 à la Panamerican Investments Co. En 1891, il reprend la plume afin de travailler sur la troisième édition de son roman María. En 1892, il écrit également le poème sur Antioquia, Tierra de Córdova, qu'il dédie à José María Córdova. Par ailleurs, il entame une recherche documentaire pour écrire une trilogie sur l'histoire du Grand Cauca à travers trois romans Fania, Camilo (ou Alma negra) et Soledad. Le 22 mai 1894, accompagné de son fils Lisímaco, Isaacs se rend à Bogotá afin de recevoir un hommage pour son travail industriel. Il y revoit pour la dernière fois son ami, le poète José Asunción Silva.
Il meurt à Ibagué le 17 avril 1895 des suites d'une rechute de la malaria qu'il avait contractée en 1864. Son projet sur la trilogie du Grand Cauca reste ainsi inachevé. Miguel Antonio Caro, alors président de la République de Colombie, s'oppose à ce que le deuil national en l'honneur de l'écrivain soit à peine déclaré mais la pression des adversaires politiques d'Isaacs est telle que même le nom du défunt n'apparaîtra pas dans l'enquête du Papel Periódico Ilustrado en 1882 afin de déterminer les dix personnalités colombiennes les plus distinguées du pays. Cependant, depuis l'annonce du décès de Jorge Isaacs, un groupe de citoyens d'Antioquia organise une campagne pour transférer ses restes mortuaires à Medellín. Son cadavre est finalement enterré en 1905 selon ses dernières volontés dans la capitale d'Antioquia, terre de José María Córdova, et ce bien qu'il ait toujours exprimé son amour pour le Cauca en déclarant : « Oui, j'aime beaucoup le Cauca, bien qu'il soit si ingrat avec ses propres enfants ! ».

## Œuvre littéraire

### Roman

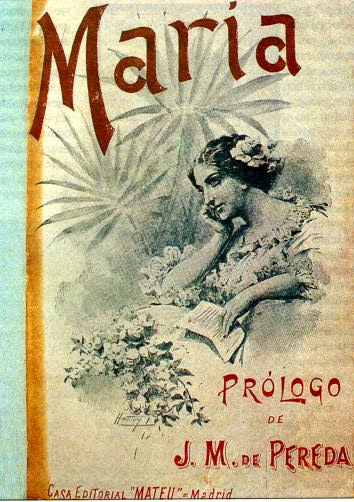
Couverture du roman María incluant un prologue de José María de Pereda (1899).

Le seul roman de Jorge Isaacs, María (publié en 1867), est devenu une des œuvres les plus notables du romantisme de la littérature espagnole. Considéré comme un des chefs-d'œuvre de la littérature hispano-américaine, María raconte plusieurs histoires d'amour impossibles, les personnages appartenant à des classes sociales ou ethnies différentes, et notamment celle entre Efraín et sa cousine María. Alors que le jeune homme doit quitter son village du Cauca afin de poursuivre des études à Bogotá, il y laisse María qui est folle amoureuse de lui. Ils se revoient six ans plus tard, éprouvant toujours les mêmes sentiments l'un envers l'autre, mais Efraín doit de nouveau partir pour terminer ses études à Londres. À son retour, deux ans plus tard, il apprend par sa sœur Emma que María est morte durant son absence. Efraín demeurera inconsolable, pleurant sur la tombe de sa bien-aimée.
En 1920, à la suite de la publication complète des poésies de Jorge Isaacs par la maison d'édition Maucci à Barcelone, Baldomero Sanín Cano écrit un prologue sur María. Il rapproche l'œuvre de l'auteur colombien aux principaux courants du naturalisme et du romantisme européen, percevant dans ce roman l'influence des écrivains français Jean-Jacques Rousseau et François-René de Chateaubriand. En 1946, l'écrivain et critique littéraire colombien Antonio Gómez Restrepo écrit sur le roman de Jorge Isaacs : « C'est le livre colombien le plus diffusé dans le monde ; il a souvent été réimprimé en Colombie et dans d'autres pays où on parle l'espagnol. Il a été traduit en plusieurs langues. »
Le roman María, composé de 65 chapitres, se base sur diverses expériences autobiographiques de Jorge Isaacs. En effet, comme l'auteur du roman, Efraín doit quitter son village du Cauca pour poursuivre des études à Bogotá. Il essaie également d'apprendre la médecine, écrit des poésies et travaille dans une hacienda. Cependant, l'écrivain ne parle pas de sa vie politique agitée alors que les autres expériences significatives de sa vie sont transférées à son personnage Efraín. Au-delà de l'intrigue sentimentale de María, Jorge Isaacs raconte également la vie dans les plantations de la vallée du Cauca, fait découvrir différentes scènes locales telles que la chasse au tigre ou le travail de la canne ainsi qu'une société féodale et esclavagiste se voyant heureuse, avec des rapports sains entre les maîtres et leurs esclaves.

### Poésie

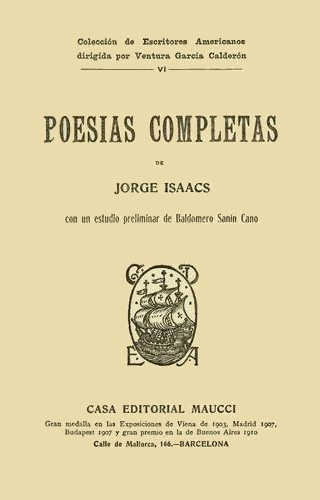
Couverture de Poesías completas de Jorge Isaacs (parution en 1920).

L'œuvre poétique de Jorge Isaacs est peu connue, même en Colombie, par les critiques et éditeurs. Ceci peut s'expliquer de diverses façons : le roman María  a fait de l'ombre à sa production poétique de qualité médiocre, le faible intérêt des étudiants pour la poésie colombienne du XIXe siècle et l'ingérence des facteurs idéologiques en politique et religion dans l'évaluation et l'oubli de la poésie d'Isaacs. Ainsi, au décès du poète, seule une petite partie de son œuvre est reprise dans des livres, le reste étant dans des manuscrits ou dans la presse colombienne et étrangère de l'époque.
Plusieurs des poèmes de Jorge Isaacs tels que Río Moro sont écrits durant ses campagnes militaires. Il a ainsi composé ses premiers poèmes entre 1859 et 1860. Sa reconnaissance en tant que poète est due à sa rencontre avec José María Vergara y Vergara qui le présente en mai 1864 lors d'une réunion aux membres de la société littéraire « El Mosaico » qui éditera par la suite Poesías. Cependant, alors qu'il a acquis une reconnaissance dans le monde littéraire à Bogotá grâce à ses poésies, Jorge Isaacs délaisse l'écriture de vers à la suite de la publication de son roman María car ses activités journalistiques, politiques et diplomatiques lui prennent beaucoup de temps. Ainsi, il ne compose que sept poèmes entre 1868 et 1873.
Le militantisme dans le radicalisme et son retour à la vie politique en 1875 lors d'une période de violentes confrontations entre libéraux et radicaux autour des questions sur la religion et l’Éducation, sa participation aux guerres civiles de 1876 et 1885 ainsi que l'échec de sa révolution à Antioquia sont autant d'expériences qui ont modifié la poésie d'Isaacs, ce dernier développant dès lors une diatribe contre la théocratie, le fanatisme engendrant la tyrannie, l'Espagne déchue ou encore la corruption et la décadence contemporaines.
En 1881, Jorge Isaacs publie le premier chant du poème Saulo qui doit faire face à de nombreuses critiques. Il est rejeté par son manque de clarté par plusieurs lecteurs qui cherchaient et attendaient dans un poème une anecdote, une situation définie ou un noyau narratif qui s'avère être inexistant dans ce chant. De son côté, le poète et essayiste colombien Adriano Páez défend cette poésie, considérant que « le nouveau travail poétique d'Isaacs est un chant lyrique, débordant de passion, plein de beauté et de grandes inspirations ».
Par ailleurs, plusieurs poèmes de Jorge Isaacs sont rédigés en l'honneur de ses proches. Ainsi, le 12 janvier 1891, il écrit la poésie Elvira Silva à l'occasion du décès de la sœur du poète José Asunción Silva,. En novembre 1892, il compose le poème sur Antioquia, Tierra de Córdova, qu'il dédie à José María Córdova.
En 1920, l'édition Poesías completas est publiée en Espagne avec un prologue de Baldomero Sanín Cano, Cependant il y manque d'importantes compositions du poète. En 1967, Armando Romero reprend et classe pour la première fois la totalité de l'œuvre connue de Jorge Isaacs. Alors que la poésie de l'auteur du Cauca tend à disparaître avec le temps, l'écrivain colombien Gabriel García Márquez, qui considère que le roman María d'Isaacs est « un texte sacré de la littérature colombienne », déclara dans une entrevue qu'« il est surprenant chez un tel homme d'être si mauvais poète. Je crois qu'il n'y a pas de poèmes de lui qui puissent être sauvés. Ses poésies demeurent car il est l'auteur de María ».
Selon un article de R. Jiménez Triana paru dans El Telegrama le 6 juin 1895, « Jorge Isaacs a connu deux périodes en tant que poète : la première qui correspond à sa jeunesse et dans laquelle ressort le culte à la nature et l'intensité avec laquelle il ressent cet amour à la mère commune ; dans la deuxième, les illusions mortes et les déboires envenimés ont fait que sa muse se recentre quelque peu et perde la fraîcheur et la spontanéité de sa jeunesse pour les remplacer par un subjectivisme mélancolique ». Ces deux périodes sont séparées par une période stérile entre 1871 et 1873 qui correspond au moment où Isaacs est consul au Chili de 1871 à 1872 puis lorsqu'il gère son hacienda Guayabonegro à son retour en Colombie pendant un an.

### Drames

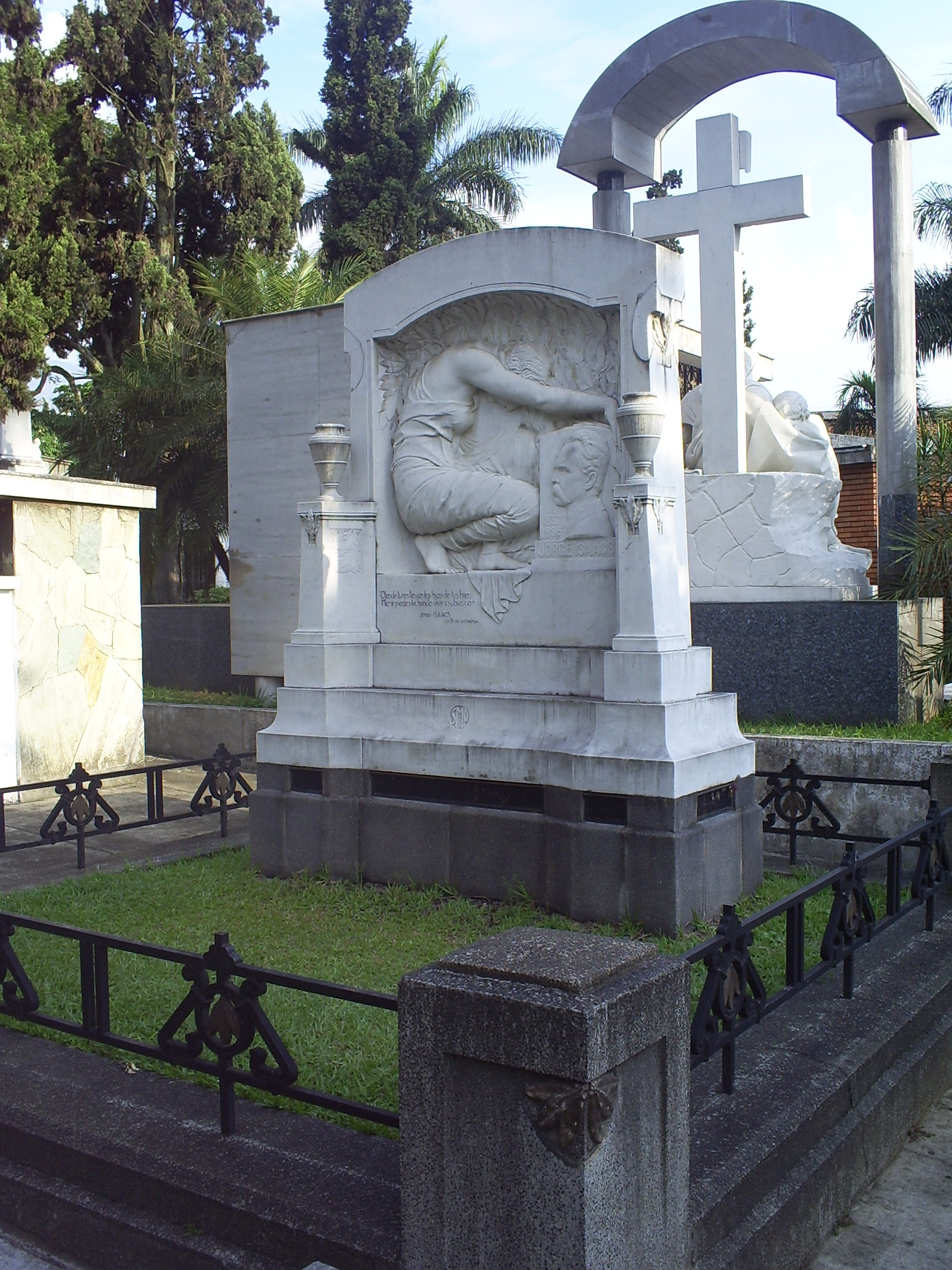
Mausolée de Jorge Isaacs au Musée cimetière San Pedro à Medellín.

En plus de son roman María et de ses poésies, Jorge Isaacs s'est également adonné à l'écriture de drames historiques sous l'influence de l'école romantique imposée en Europe entre les années 1800 et 1830. Il développe probablement sa vocation théâtrale alors qu'il étudie durant son enfance au colegio del Espíritu Santo (collège du Saint-Esprit) dirigé par le pédagogue Lorenzo María Lleras. Ce dernier, grand promoteur du théâtre national vers le milieu du XIXe siècle, fut l'auteur, traducteur et directeur d'œuvres dramatiques qui étaient ensuite jouées par les élèves lors de représentations au sein du collège.
Bien que le théâtre soit l'activité littéraire la plus méconnue de Jorge Isaacs, le poète rédigea cependant trois drames : Amy Robsart (1859), María Adrian (ou Los montañeses en Lyon, 1860) et Paulina Lamberti (1860). Les deux premiers, dont les manuscrits sont conservés à la Bibliothèque nationale de Colombie, sont inconnus du grand public. En 1952, Rafael Maya fait connaître Paulina Lamberti dans la revue Bolívar. Jorge Isaacs considère ses drames comme des œuvres juvéniles qui présentent tous les défauts caractéristiques à cette époque initiale mais ne se résigne pas à les oublier et garde envers eux l'affection que l'on porte à ses premières œuvres. Ainsi, en 1884, il laisse une annotation dans le manuscrit de Paulina Lamberti : « Il faut de nouveau écrire le drame, et s'il n'est pas mieux, le brûler. »
L'action des trois drames, qui ont pour sujet une tragique histoire d'amour, se déroule dans un contexte historique européen : le règne d'Isabelle d'Angleterre pour Amy Robsart qui se base sur le roman Kenilworth de Walter Scott paru en 1821, la Révolution française pour María Adrian et le Premier Empire instauré par Napoléon Bonaparte pour Paulina Lamberti. Ce dernier drame est considéré comme le plus abouti d'Isaacs, tant du point de vue de la structure que du langage et de la caractérisation des personnages, leur psychologie étant davantage développée. Luís Carlos Velasco Madriñan pose la thèse qu'un quatrième drame qui « a été perdu » était le premier brouillon de María, à l'origine conçu comme œuvre dramatique.

## Hommages et postérité

### Adaptations et documentaires

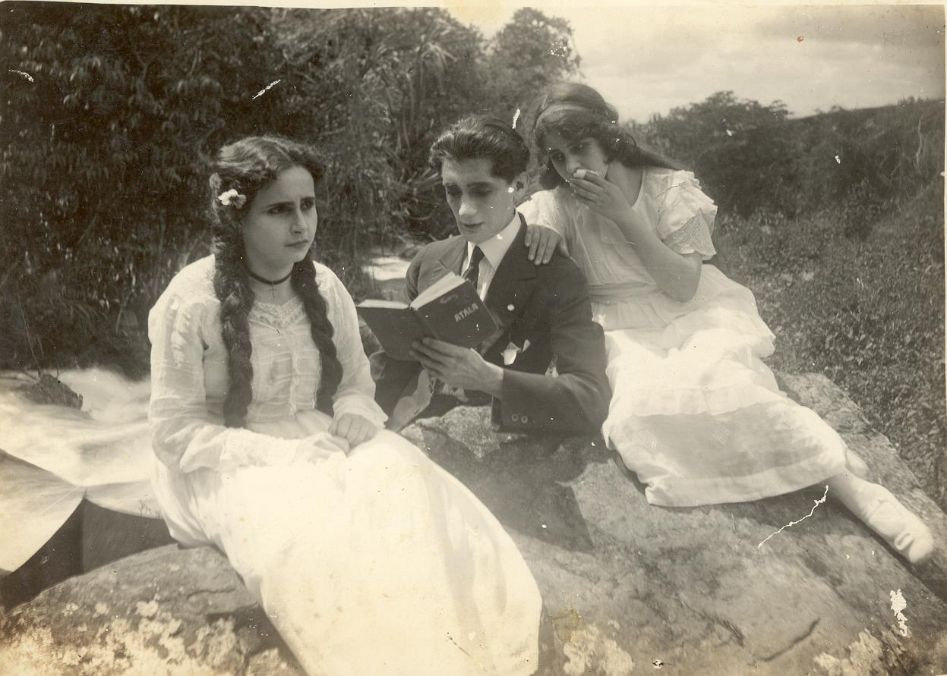
María de Máximo Calvo Olmedo et Alfredo del Diestro, 1922.

Au cinéma, le roman María et Jorge Isaacs ont été sujets à de nombreuses productions audiovisuelles. La première adaptation cinématographique de María, dont il ne reste aujourd'hui aucune trace, a été réalisée par le Mexicain Rafael Bermúdez Zataraín en 1918. En 1922, la Colombie entre réellement dans l'ère du cinéma muet avec María réalisé par Alfredo del Diestro et Máximo Calvo Olmedo. Il ne reste plus aucune copie de ce film tiré du roman María. Calvo Olmedo a conservé quelques photographies du film dans un album et la Fundación Patrimonio Fílmico Colombiano possède encore un fragment de 45 secondes de ce film qui durait trois heures.
Différentes versions du roman María ont été portées au petit écran. Ainsi, en 1972, Luis Eduardo Gutiérrez réalise un feuilleton télévisé de 77 épisodes d'une durée de 30 minutes chacun. En 1991, RCN Televisión confie à l'écrivain colombien Gabriel García Márquez l'écriture du scénario d'un feuilleton de 3 épisodes pour une durée totale de 6 heures à partir de l'opus magnum de Jorge Isaacs. De son côté, le sculpteur Enrique Grau, qui manque de financement, réalise en 1966 une version de María en 8 mm,.
| Titre | Réalisateurs                               | Année | Genre        | Sujet        | Pays              |
| --- | ------------------------------------------ | ----- | ------------ | ------------ | ----------------- |
| María | Rafael Bermúdez Zataraín                   | 1918  | Fiction      | María        | Mexique           |
| María | Máximo Calvo Olmedo et Alfredo del Diestro | 1922  | Fiction      | María        | Colombie          |
| María | Chano Urueta                               | 1938  | Fiction      | María        | Mexique           |
| María (tres romances)                                                                                           | Bernardo Romero Lozano                     | 1956  | Fiction      | María        | Colombie          |
| María | Enrique Grau                               | 1966  | Fiction      | María        | Colombie          |
| La María | Alfonso Castro Martínez                    | 1970  | Fiction      | María        | Colombie          |
| María | Tito Davison                               | 1972  | Fiction      | María        | Colombie, Mexique |
| María | Luis Eduardo Gutiérrez                     | 1972  | Fiction      | María        | Colombie          |
| En busca de María                                                                                               | Jorge Nieto et Luis Ospina                 | 1985  | Documentaire | María        | Colombie          |
| Literatura colombiana: Jorge Isaacs - La María                                                                  | Camina                                     | 1986  | Documentaire | Jorge Isaacs | Colombie          |
| Jorge Isaacs : "La María"                                                                                       | Juan Fernando Gutiérrez                    | 1988  | Documentaire | María        | Colombie          |
| María | Lisandro Duque Naranjo                     | 1991  | Fiction      | María        | Colombie          |
| Pepe Bayona | Lisandro Duque Naranjo                     | 1995  | Documentaire | María        | Colombie          |
| Cuando bramó el Combeima                                                                                        | Lucero Moreno et Gabriel Beltrán           | 2000  | Documentaire | Jorge Isaacs | Colombie          |
| Biografía: Jorge Isaacs                                                                                         | Astrid Muñoz Ovalle                        | 2002  | Documentaire | Jorge Isaacs | Colombie          |
| Isaacs a la sombra de su obra                                                                                   | Adolfo L. Cardona                          | 2003  | Documentaire | Jorge Isaacs | Colombie          |
| Source : « Fundación Patrimonio Fílmico Colombiano »(Archive.org • Wikiwix • Archive.is • Google • Que faire ?) |                                            |       |              |              |                   |

### Commémorations diverses
En 1918, soit vingt-trois ans après la mort de Jorge Isaacs, le critique et poète colombien Maximiliano Grillo se rend compte que la vie et l'œuvre de l'écrivain entrent dans l'oubli, aucune biographie n'ayant été écrite à son sujet. Grillo, lors d'une conférence, présente alors María comme étant un roman romantique et sensible ainsi que la vie du politicien et guerrier que fut Isaacs. Cette conférence est publiée en 1927 à Paris, aux Éditions Le Livre, dans son livre intitulé Ensayos y comentarios,.
Le théâtre Jorge Isaacs est inauguré le 26 décembre 1931 en hommage à l'écrivain vallecaucano du même nom. Ce bâtiment, de style néoclassique français et réalisé par Hermann S. Bohmer, est déclaré monument national en 1984 et rouvre en 1989 après plusieurs années d'abandon.
En 2000, la Banque de la République de Colombie met en circulation un billet de 50 000 pesos à l'effigie de Jorge Isaacs en son hommage,.
L'aéroport (en) d'Albania, dans le département de La Guajira, porte le nom de Jorge Isaacs.

### Ouvrages utilisés
- (es) Jorge Isaacs (auteur) et Flor María Rodríguez-Arenas (rédacteur), María, Stockcero, 2008, 344 p. (ISBN 978-1-934768-18-1, lire en ligne)

1. ↑  p. ix.
2. 1 2 3 4 5 6 7 8 9  p. x.
3. 1 2 3 4  p. xi.
4. 1 2  p. xii.
5. 1 2 3  p. xiii.

- (es) José Eduardo Rueda Enciso, « Esbozo biográfico de Jorge Isaacs », Revista CS, no 4,‎ 1er juin 2009, p. 21-54 (ISSN 2011-0324, lire en ligne)

1. ↑  p. 22.
2. ↑  p. 25.
3. ↑  p. 25-26.
4. ↑  p. 26.
5. 1 2  p. 27.
6. ↑  p. 27-28.
7. ↑  p. 30.
8. ↑  p. 39.
9. ↑  p. 41.

- (es) Darío Henao Restrepo, Memorias del Primer Simposio Internacional Jorge Isaacs : el creador en todas sus facetas, Universidad del Valle, 2007, 511 p. (ISBN 978-958-670-571-4, lire en ligne)

1. 1 2  p. 337.
2. ↑  p. 17.
3. ↑  p. 247
4. ↑  p. 238-239
5. ↑  p. 28.
6. ↑  p. 328.
7. 1 2 3  p. 373-374.
8. 1 2  p. 376.
9. ↑  p. 37.
10. ↑  p. 378.
11. ↑  p. 379.
12. ↑  p. 381.
13. ↑  p. 382.
14. ↑  p. 383.
15. ↑  p. 10.
16. ↑  p. 460.

### Autres références
1. 1 2  (es) Rafael H. Salazar R., « Jorge Isaacs », El Tiempo, 15 avril 1995 (consulté le 15 septembre 2011)
2. 1 2 3 4 5 6 7 8 9 10 11 12 13 14 15 16 17 18 19  (es) Ricardo Rodríguez Morales, « Jorge Isaacs (1837-1895) », Credencial Historia (édition n°64), avril 1995 (consulté le 15 septembre 2011)
3. ↑  (es) « Era Chocoano Jorge Isaacs », El Tiempo, 13 mai 1995 (consulté le 15 septembre 2011)
4. ↑  (es) María Teresa Cristina Z., « Biographie de Jorge Isaacs », Université de Valle (consulté le 16 septembre 2011)
5. ↑  Annuaire des deux mondes : histoire générale des divers états (1853-1854), Paris, Bureau de la revue des deux mondes, 1854, p. 809-822
6. ↑  (es) Claudia Vásquez L., « Biografía de Tomás Cipriano de Mosquera », Bibliothèque Luis Ángel Arango (consulté le 16 septembre 2011)
7. 1 2 3 4 5 6 7 8 9 10  (es) Alonso Valencia Llano, « La agitada vida política de Jorge Isaacs », Credencial Historia (édition n°64), avril 1995 (consulté le 16 septembre 2011)
8. 1 2  (es) José Eduardo Rueda Enciso, Boletín de Antropología, vol. 21, Medellín, Université d'Antioquia, 2007 (ISSN 0120-2510, lire en ligne), « Jorge Isaacs: de la literatura a la etnología », p. 340
9. ↑  (es) Edgar Vásquez Benítez, Historia de Cali en el siglo 20 : sociedad, economía, cultura y espacio, Université de Valle, 2001, 318 p. (ISBN 978-958-33-2904-3, lire en ligne), p. 134
10. 1 2 3 4 5 6 7 8 9 10 11  (es) María Teresa Cristina Z., « Jorge Isaacs: Biografía », Bibliothèque Luis Ángel Arango (consulté le 17 septembre 2011)
11. ↑  (es) « La literatura fue su redención », El Tiempo, 17 avril 1995 (consulté le 17 septembre 2011)
12. ↑  (es) Alfredo Laverde Ospina, Tradición literaria colombiana : dos tendencias : una lectura de Isaacs, Silva, García Márquez y Mutis, Universidad de Antioquia, 2008, 275 p. (ISBN 978-958-714-171-9, lire en ligne), p. 34
13. 1 2 3  (es) « Cronología de Isaacs », El Tiempo, 16 avril 1995 (consulté le 18 septembre 2011)
14. ↑  (es) Otto Morales Benítez, « El desconocido político Jorge Isaacs », Centro Virtual Isaacs (consulté le 18 septembre 2011)
15. ↑  (es) Luis Fernando Molina, « Biografía de Pedro Justo Berrío », Bibliothèque Luis Ángel Arango (consulté le 18 septembre 2011)
16. ↑  (es) Luis Alfonso Alarcón Meneses, « Comportamiento electoral y actores políticos en el Estado Soberano del Magdalena », Huellas (Revista de la Universidad del Norte), no 55,‎ avril 1999, p. 76 (ISSN 0120-2537, lire en ligne)
17. 1 2 3 4 5 6 7  (es) María Teresa Cristina Z., « Isaacs y la educación, desarrollo de las ideas del radicalismo », Credencial Historia (édition n°64), avril 1995 (consulté le 20 septembre 2011)
18. ↑  Françoise Waridel, « Johann Heinrich Pestalozzi (1746 – 1827) », Journal L'Essor, 2011 (consulté le 20 septembre 2011)
19. ↑  (es) « La novela romántica - María de Jorge Isaacs », Gobernio Bolivariano de Venezuela (consulté le 20 septembre 2011)
20. ↑  (es) « Biografía de Juan de Dios Restrepo (Emiro Kastos) », Bibliothèque Luis Ángel Arango (consulté le 5 octobre 2011)
21. 1 2  (es) Donald McGrady, Thesaurus : Boletín del Instituto Caro y Cuervo, t. 19, 1964 (lire en ligne), « La poesía de Jorge Isaacs », p. 416-480
22. ↑  (es) « Biografía de Agustín Codazzi », Bibliothèque Luis Ángel Arango, 6 décembre 2004 (consulté le 21 septembre 2011)
23. 1 2  (es) Raúl Jiménez Arango, « Reseña del libro: La tierra de Córdoba », Bibliothèque Luis Ángel Arango, 10 décembre 1967 (consulté le 23 septembre 2011)
24. ↑  (es) José Eduardo Rueda Enciso, Boletín de Antropología, vol. 21, Medellín, Université d'Antioquia, 2007 (ISSN 0120-2510, lire en ligne), « Jorge Isaacs: de la literatura a la etnología », p. 337-356
25. ↑  Nicolas Balutet, Histoire de la Littérature Latino-américaine, Lyon, Confluences & Traverses, 2008, 66 p. (ISBN 978-2-9530280-1-0), p. 15
26. ↑  (es) Daniel Samper Pizano, « 1867: un año maravilloso para la literatura colombiana », El Tiempo, 6 avril 2011 (consulté le 21 septembre 2011)
27. ↑  (es) Benito Varela Jácome, « Introducción à María, de Jorge Isaacs », Biblioteca Virtual Miguel de Cervantes, 2003 (consulté le 26 septembre 2011)
28. ↑  (es) « Prólogo de María », Bibliothèque Luis Ángel Arango, 1867 (consulté le 26 septembre 2011)
29. ↑  Noël Salomon, Actes Du VI Congres National Des Hispanistes Francais, Presses Univ. Franche-Comté, 1971, « Nation et littérature en Amérique hispanique de 1810 à 1880-1890 », p. 45-58
30. ↑  (es) Jorge Isaacs, « Elvira Silva », Bibliothèque virtuelle Miguel de Cervantes, 12 janvier 1891 (consulté le 26 septembre 2011)
31. 1 2 3 4 5 6  (es) María Teresa Cristina Z., « El teatro de Jorge Isaacs. Tres dramas con trasfondo histórico », Credencial Historia (édition n°65), mai 1995 (consulté le 3 octobre 2011)
32. 1 2 3  (es) Jorge Alberto Moreno Gómez, « Jorge Isaacs y su obra en el audiovisual », Fundación Patrimonio Fílmico Colombiano (consulté le 19 septembre 2011)
33. ↑  (es) Leila El'Gazi, « María (Máximo Calvo) », Credencial Historia (édition n°112) (consulté le 19 septembre 2011)
34. ↑  Jean-Jacques Kourliandsky, La Colombie de A à Z : Jorge Isaacs, Bruxelles, André Versaille éditeur, 2011, 239 p. (ISBN 978-2-87495-040-7), p. 129-131
35. ↑  (es) Fabio Martínez, « Las biografías de Jorge Isaacs », Centro Virtual Isaacs (consulté le 30 septembre 2011)
36. ↑  (es) « Maximiliano Grillo (Letras americanas: La vorágine) », Bibliothèque Luis Ángel Arango (consulté le 30 septembre 2011)
37. ↑  (es) Alcaldía de Cali, « Nuestros sitios turísticos y deportivos: Santiago de Cali tiene 470 años », sur cali.gov.co (consulté le 4 octobre 2011)
38. ↑  (es) « Billete de 50.000 pesos », Banque de la République de Colombie, 2007 (consulté le 30 septembre 2011)
39. ↑  (es) « Billete de $ 50.000: homenaje al escritor Jorge Isaacs », Université de Valle (consulté le 30 septembre 2011)